# Lacul Tăul Țapului
Lacul Tăul Țapului este un lac glaciar situat în Parcul Național Retezat din Munții Retezat (Carpații Meridionali, România), la o altitudine de 2130 m. Are o suprafață de 2,30 hectare și o adâncime maximă de șase metri.
Este unul dintre lacurile greu accesibile din Parcul Național Retezat. Se află sub Porțile Închise, între stânci, ascuns de pereți stâncoși, într-o căldare îngustă. Este alimentat de patru izvoare și de avalanșele de zăpadă și are o lungime de 200 de m și o lățime de 130 m. Insulița înierbată apărută în urma unei avalanșe pornite de pe înălțimile Vârfului Țapului și oprită în lac, depunând grohotiș, ce a depășit nivelul apei cu aproape un metru îi conferă un deosebit farmec. Apele lacului se scurg la vale, însă pârâiașul bogat se poate observa de la vreo 15 m de lac. Lacul a fost populat în 1977 cu păstrăvi, iar în jurul lacului sunt populații de marmote.